# (3207) Spinrad
(3207) Spinrad ist ein Asteroid des äußeren Hauptgürtels. Er wurde von dem US-amerikanischen Astronomen Schelte John Bus am 2. März 1981 am Siding-Spring-Observatorium (IAU-Code 413) im australischen Warrumbungle-Nationalpark entdeckt. Sichtungen des Asteroiden hatte es schon vorher gegeben: am 14. Oktober 1963 unter der vorläufigen Bezeichnung 1963 TR am Goethe-Link-Observatorium in Indiana und am 6. September 1978 (1978 RM5) am Krim-Observatorium in Nautschnyj.
Der Asteroid ist Mitglied der Koronis-Familie, einer Gruppe von Asteroiden, die nach (158) Koronis benannt ist. Die zeitlosen (nichtoskulierenden) Bahnelemente von (3207) Spinrad sind fast identisch mit denjenigen von drei kleineren Asteroiden, wenn man von der Absoluten Helligkeit von 14,4, 15,3 und 15,7 gegenüber 12,4 ausgeht: (19270) 1995 VS8, (111521) 2001 YL99 und (169235) 2001 SO55.
(3207) Spinrad wurde am 27. Juni 1991 nach dem US-amerikanischen Astronomen Hyron Spinrad (1934–2015) benannt. Den Widmungstext zur Benennung schrieb der Astronom Ray L. Newburn.